# قسطنطين ميخائيل
قسطنطين ميخائيل (باليونانية: Κωνσταντίνος Μιχαήλ)‏ هو طبيب وكاتب يوناني، ولد في 1751 في كاستوريا في اليونان، وتوفي في 1816.